# Ashville (Alabama)
Ashville is een plaats (town) in de Amerikaanse staat Alabama, en valt bestuurlijk gezien onder St. Clair County.

## Demografie
Bij de volkstelling in 2000 werd het aantal inwoners vastgesteld op 2260.
In 2006 is het aantal inwoners door het United States Census Bureau geschat op 2473, een stijging van 213 (9,4%).

## Geografie
Volgens het United States Census Bureau beslaat de plaats een oppervlakte van
50,3 km², waarvan 50,1 km² land en 0,2 km² water. Ashville ligt op ongeveer 173 m boven zeeniveau.

## Plaatsen in de nabije omgeving
De onderstaande figuur toont de plaatsen in een straal van 24 km rond Ashville.